# Tadeusz Krzymowski
Tadeusz Krzymowski (ur. 30 lipca 1927) – polski uczony, profesor.

## Życiorys
Syn Adama Alfonsa Sokołowskiego i Jadwigi, z domu Kudrewicz. W latach 1946–1952 studiuje na Wydziale Weterynaryjnym Uniwersytetu Warszawskiego i SGGW w Warszawie. W 1950 roku podejmuje  pracę jako zastępca asystenta w Katedrze Fizjologii Zwierząt Wydziału Weterynaryjnego Uniwersytetu Warszawskiego, a po uzyskaniu dyplomu lekarza weterynarii dostaje etat asystenta (1952), następnie starszego asystenta (1953) i adiunkta (1955). W listopadzie 1956 roku po przemianach październikowych Tadeusz Krzymowski ujawnił fakt używania  przybranego nazwiska i w 1957 przeprowadza formalną zmianę rodowego nazwiska Sokołowski na Krzymowski. W 1957 roku uzyskuje stopień doktora na Wydziale Weterynaryjnym SGGW, a w 1960 – doktora habilitowanego w zakresie fizjologii zwierząt. Od 1971 roku członek korespondent Polskiej Akademii Nauk, od 1986 roku członek rzeczywisty PAN. W 1965 r. uzyskał tytuł profesora nauk weterynaryjnych ze specjalnością fizjologia i endokrynologia rozrodu zwierząt. Prorektor i rektor Wyższej Szkoły Rolniczej (dzisiejsza Akademia Rolniczo-Techniczna w Olsztynie).

## Odznaczenia i wyróżnienia
Nadano mu szereg odznaczeń i wyróżnień:
Odznaczenia państwowe
- Złoty Krzyż Zasługi (1964)
- Krzyż Kawalerski Orderu Odrodzenia Polski (1973)
- Krzyż Oficerski Orderu Odrodzenia Polski (1977)
- Krzyż Komandorski Orderu Odrodzenia Polski (1999)

Odznaczenia wojskowe
- Krzyż Partyzancki (1976),
- Krzyż Armii Krajowej (Londyn 1976)

Inne
- Zasłużony Nauczyciel PRL (1976)

W kwietniu 2001 r. przyznany mu został tytuł Honorowego Obywatela Olsztyna.